# Kosz (wojsko)

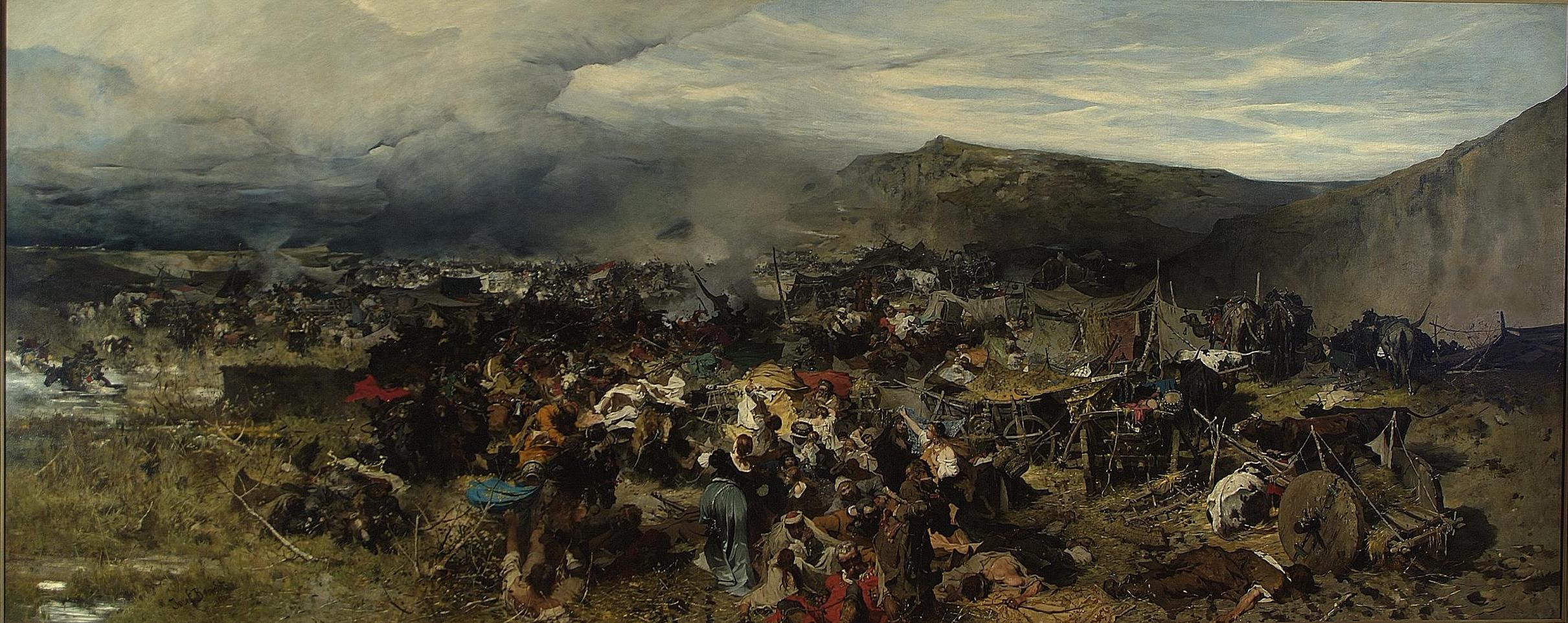
Odbicie jasyru z kosza tatarskiego (mal. Józef Brandt, 1878)

Kosz (z tur. kosz – obóz, wojsko) – nazwa głównego obozu tatarskiego zakładanego podczas łupieżczych wypraw wojennych; także jego dowództwo (komenda) oraz oddział związany operacyjnie z obozem.   
Zygmunt Gloger wywodził tę nazwę z tur. koç, spolszczonego jako „koczowisko”. Kosz, czyli główny tabor strzeżony na ogół przez ok. 2/3 sił uczestniczących w wyprawie, był miejscem, do którego poszczególne czambuły odsyłały zdobyty podczas napaści jasyr oraz pozostałe łupy.

## Kozaczyzna
Później także przyjęta przez Kozaków zaporoskich nazwa dla określenia obozu warownego, budowanego w trakcie wypraw wojennych. Koszem na Ukrainie nazywano też samą Sicz zaporoską (stąd funkcja atamana koszowego), a nawet tamtejsze warownie i umocnione strażnice („zamki”), chroniące przed tatarskimi napadami. Należały do nich Biała Cerkiew, Bar, Humań, Czerkasy, Kudak, Niemirów, Trechtymirów